# 高松琴平電氣鐵道
高松琴平電氣鐵道股份有限公司（日语：／ Takamatsu Kotohira Denki Tetsudō */?），簡稱：高松琴平電氣鐵道或琴電，為位於日本香川縣的鐵路公司，經營的鐵路路線全數位於香川縣內。本社設於高松市栗林町二丁目。

## 歷史

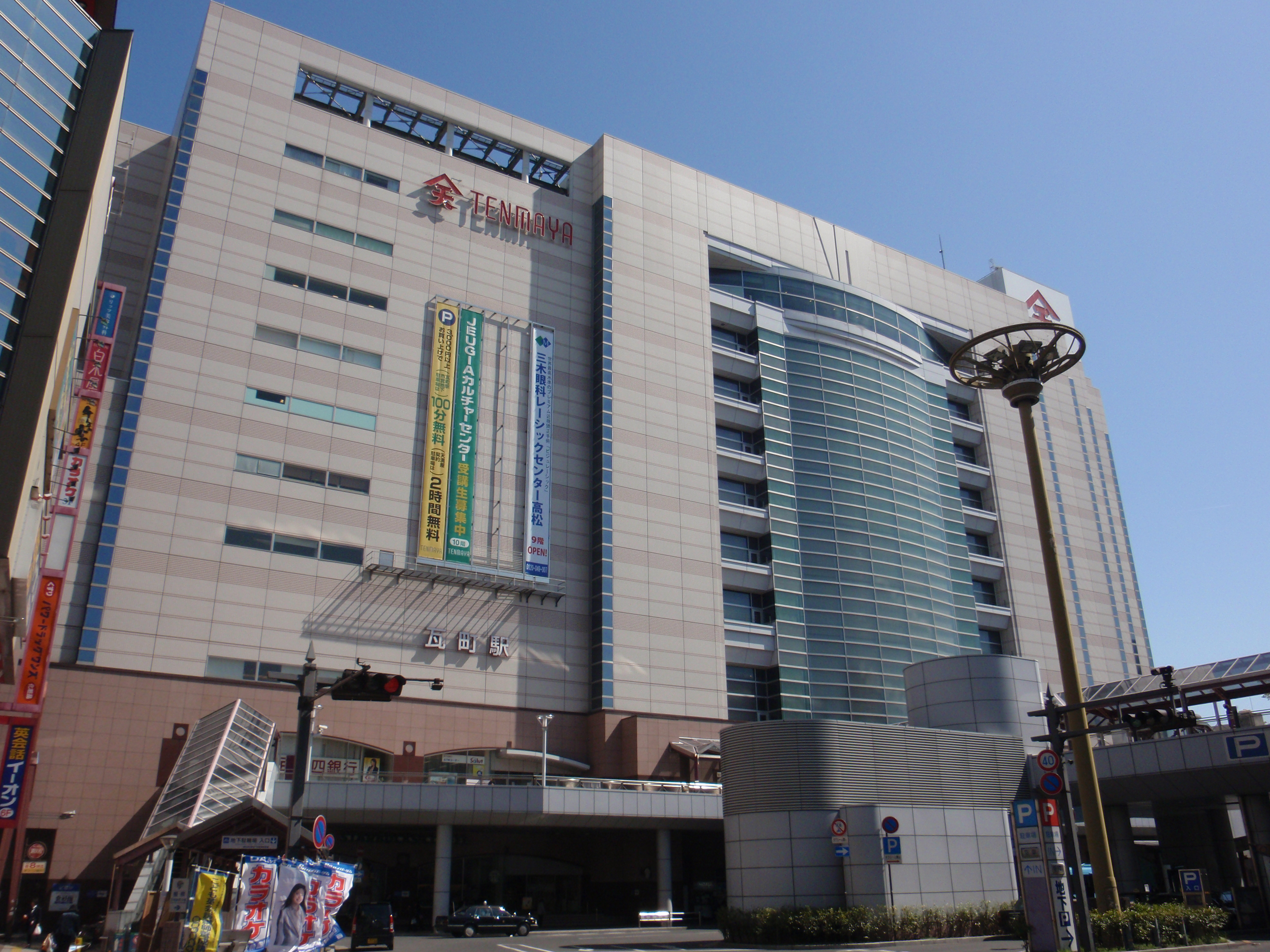
瓦町車站，也是原先琴電SOGO所在地

在二次大戰期間的1943年11月1日，依據陸上交通事業調整法將高松市周邊的三家民營鐵路公司琴平電鐵、讃岐電鐵、高松電氣軌道整合為高松琴平電氣鐵道。
1950年代開始，主要的事業包括鐵路運輸及客運，1970年代起進入了物流業及旅館業，1986年將旗下的巴士部門與高松巴士整併成琴電巴士，並納為集團下的子公司。
1997年與崇光百貨共同在瓦町車站設立「琴電SOGO」，但遇到泡沫經濟破裂，崇光百貨在2000年宣布破產，琴電SOGO也在2001年1月22日申請破產，高松琴平電氣鐵道及其子公司琴電巴士因為必須承擔了琴電SOGO 344億日圓的債務擔保，最終也在2001年12月申請破產。
此後，由香川本地的香川日産自動車及TableMark兩公司的經營者以個人名義出資挹注高松琴平電氣鐵，並由香川日產自動車的前社長的真鍋康彦入主經營，並在2006年完成重整。
2005年，高松琴平電氣鐵道推出了四國地區的第一個交通票證智慧卡IruCa，可用於其鐵路及旗下琴電巴士。
2024年12月12日，琴電時隔公64年再度公布新型列車的設計方案，並於2025年3月17日公布公眾投票的結果。新列車將採用以深藍色和白色為基底的方案作為整體配色，並預計於2026年投入使用。

### 琴平電鐵
成立於1924年7月28日，經營的路線包括現在的琴平線及已經停駛的鹽江線；琴平線於1926年開始通車，1928年成立子公司「鹽江溫泉鐵道」，開始興建「鹽江溫泉鐵道線」，此路線於1929年通車。
鹽江溫泉鐵道在1938年併入母公司琴平電鐵，但同年秋天即因颱風造成鹽江溫泉鐵道線橋梁損毀無法運行，1941年5月10日因為戰爭急需鋼鐵資源，被列為不要不急線，此路線正式廢除。

### 東讃電氣軌道→四國水力電氣→讃岐電鐵
成立於1910年5月1日，最初名為東讃電氣軌道，經營的路線為現在的志度線，志度線於1911年開始營運。1916年東讃電氣軌道與四國水力電氣合併，志度線更名為「四國水力屋島遊覧電車」。
1942年日本政府為整合各地電力公司，決定解散四國水力電氣，並將鐵路事業部門新設為讃岐電鐵。

### 高松電氣軌道
成立於1909年，經營的長尾線自1912年開始營運。

## 經營路線
| 中文線名 | 日文線名 | 起點            | 終點            | 距離（公里） |
| -------- | -------- | --------------- | --------------- | ------------ |
| 琴平線   |          | 高松築港（K00） | 琴電琴平（K21） | 32.9         |
| 長尾線   |          | 瓦町（N02）     | 長尾（N17）     | 14.6         |
| 志度線   |          | 瓦町（S00）     | 琴電志度（S15） | 12.5         |

三條路線交會於瓦町車站，其中琴平線的高松築港車站至瓦町車站之間，位於高松市市區內的路段，也被稱為「築港線」。

琴電鐵路路線圖，紅色為志度線，綠色為長尾線，黃色為琴平線；水藍色為四國旅客鐵道的路線，虛線的鹽江線、琴平急行電鐵、琴平參宮電鐵為過去曾經由其他鐵路公司營運的鐵路路線。

## 吉祥物

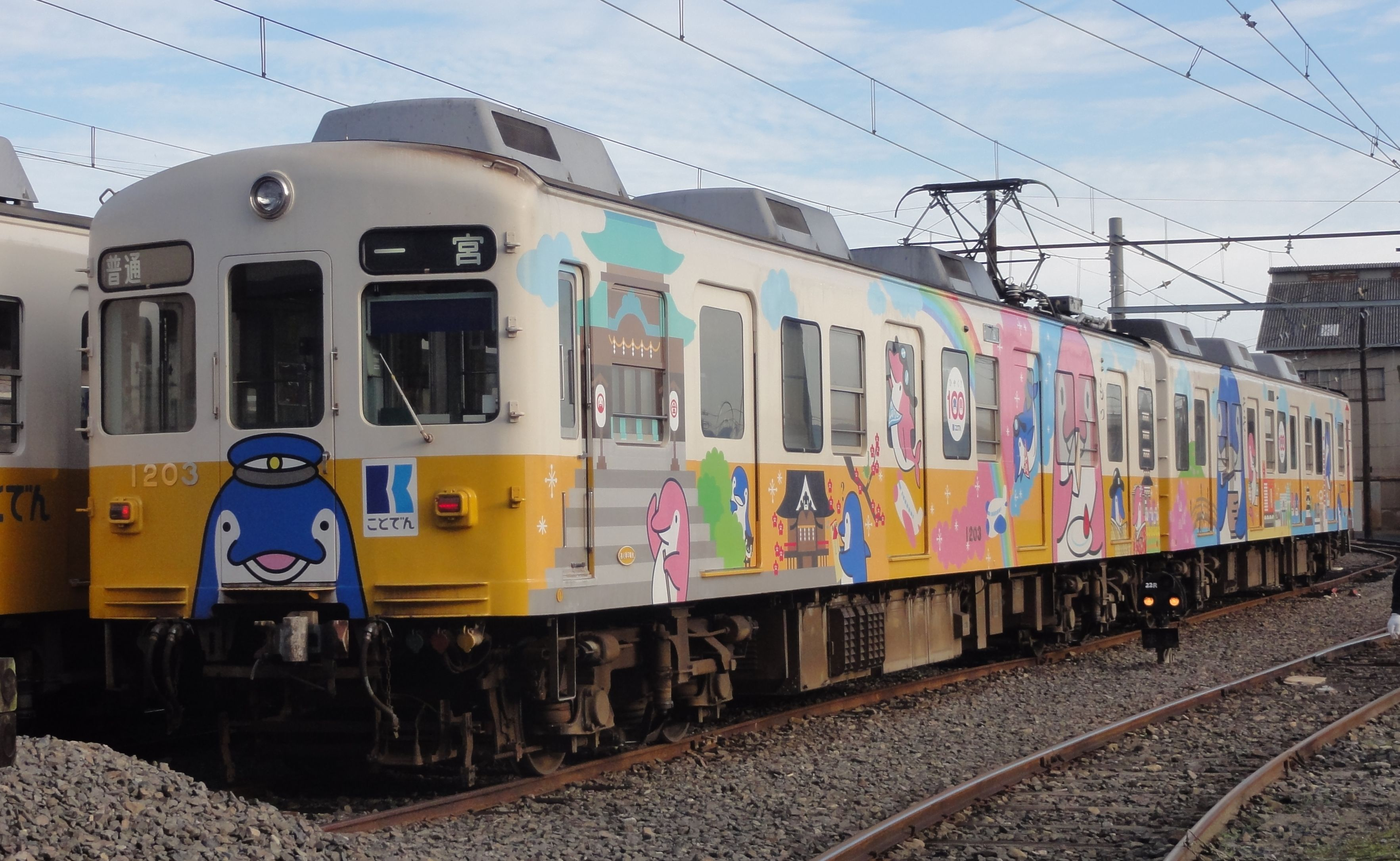
繪有吉祥物KotoChan的電車

2002年推出了吉祥物KotoChan，為一隻藍色的海豚，設定為在高松琴平電氣鐵道擔任站務員工作，喜歡的食物是本地的特產釜玉烏龍麵。
2003年又推出了女海豚KotomiChan，作為KotoChan的女朋友；兩海豚於2011年在金刀比羅宮舉行婚禮，2015年10月再生下小海豚KotonoChan。

## 外部連結
- （日語） 琴電集團 （页面存档备份，存于）
- （日語） 琴電的Facebook專頁
- （日語） 琴電吉祥物Koto醬的X（前Twitter）